# Eugène Christophe
Vous lisez un « article de qualité » labellisé en 2015.
Pour les articles homonymes, voir Christophe.
Élie Eugène Christophe dit Eugène Christophe, né le 22 janvier 1885 à Paris et mort le 1er février 1970 dans la même ville à l'Hôpital Broussais, est un coureur cycliste français. Issu d'un milieu modeste, il exerce la profession de serrurier avant de se consacrer au cyclisme. Il compte à son palmarès un Milan-San Remo, un Paris-Tours, deux Bordeaux-Paris, trois victoires d'étape sur le Tour de France et six titres de champion de France de cyclo-cross. Sa carrière impressionne par sa longévité : il dispute sa première course professionnelle en 1903, à l'âge de 18 ans, et ne se retire définitivement des pelotons qu'en 1926, âgé de 41 ans. Durant ces années, il a porté les couleurs des plus grandes équipes de l'époque, avant de créer sa propre marque de cycles vers la fin de sa carrière.
Surnommé « Le Vieux Gaulois », en référence aux longues moustaches qu'il portait au début de sa carrière, Eugène Christophe est reconnu pour son endurance et brille particulièrement sur les épreuves de longue distance ou celles disputées dans des conditions climatiques éprouvantes, qualités qu'il doit à sa pratique régulière du cyclo-cross. Il est l'un des coureurs les plus populaires de son époque et le reste après sa mort, principalement en raison de ses déboires sur le Tour de France. En 1913, il casse sa fourche dans la descente du col du Tourmalet et se voit contraint de la réparer seul, en respect du règlement, dans une forge de Sainte-Marie-de-Campan. Il connaît le même incident à deux autres reprises : en 1919, alors qu'il porte le premier maillot jaune officiel dans l'histoire du Tour, à deux étapes de l'arrivée, ainsi qu'en 1922, dans la descente du col du Galibier.
Bien que n'ayant jamais remporté le Tour de France, avec pour meilleur résultat une deuxième place en 1912, il est considéré comme une des légendes de l'épreuve.

## Biographie

### Jeunes années
Élie Christophe naît le 22 janvier 1885 à Paris, dans une petite maison du passage du Havre, près de la gare Saint-Lazare. Ses parents, François, originaire de Breteuil dans l'Oise, et Embroisine, originaire de Bonneville en Haute-Savoie, exercent la profession de concierge. Très vite, ils prennent l'habitude de l'appeler Eugène, son deuxième prénom à l'état civil. Eugène Christophe et son frère, d'un an son cadet, sont envoyés en nourrice à Souligné-sous-Ballon, un petit village de la Sarthe. Il revient vivre à Paris avec ses parents à l'âge de cinq ans alors que ces derniers s'installent dans un immeuble du quai de Béthune, sur l'île Saint-Louis. Il fréquente une école de la rue Saint-Louis-en-l'Île, obtient son certificat d'études puis est inscrit aux cours complémentaires.
Il entre en apprentissage chez un serrurier de la rue Chapon et se passionne alors pour le cyclisme en fréquentant la boutique d'un loueur de vélos située dans la même rue. Il met à profit ses économies, récoltées en faisant des courses ou des corvées pour les locataires de l'immeuble, pour louer un vélo chaque dimanche et se promener régulièrement avec ses amis du quartier. Ses parents lui offrent finalement un vélo afin de faciliter ses déplacements entre leur domicile et l'atelier du serrurier.
Son père meurt alors qu'Eugène Christophe est âgé de seize ans, obligeant sa mère à revenir à son ancien métier de cuisinière. La famille Christophe vit alors pauvrement. Il assiste en 1901 à sa première course cycliste professionnelle, Paris-Brest-Paris, en se rendant à Saint-Cloud avec un ami. L'année suivante, il dispute sa première course, un brevet de 100 km organisé par L'Auto qu'il parcourt en 4 h 38 min au milieu de 600 participants puis se met à fréquenter le monde des courses cyclistes, endossant notamment le rôle d'entraîneur, c'est-à-dire de locomotive humaine pour des coureurs plus huppés. Alors qu'il réalise qu'il est parfois plus fort que le coureur qu'il doit protéger, il décide de passer des brevets de distances organisés par l'Union vélocipédique de France (UVF). Cette même année, il remporte un vélo de piste à l'occasion d'une tombola organisée dans le cadre du Salon du cycle au Grand Palais. Sur cette machine, il gagne sa première course, ce qui le décide à passer professionnel. Sans équipe et sans argent, il devient coureur professionnel de 4e catégorie, une classe ouverte aux coureurs de faible notoriété.

### Carrière cycliste

#### Débuts chez les professionnels (1903-1908)

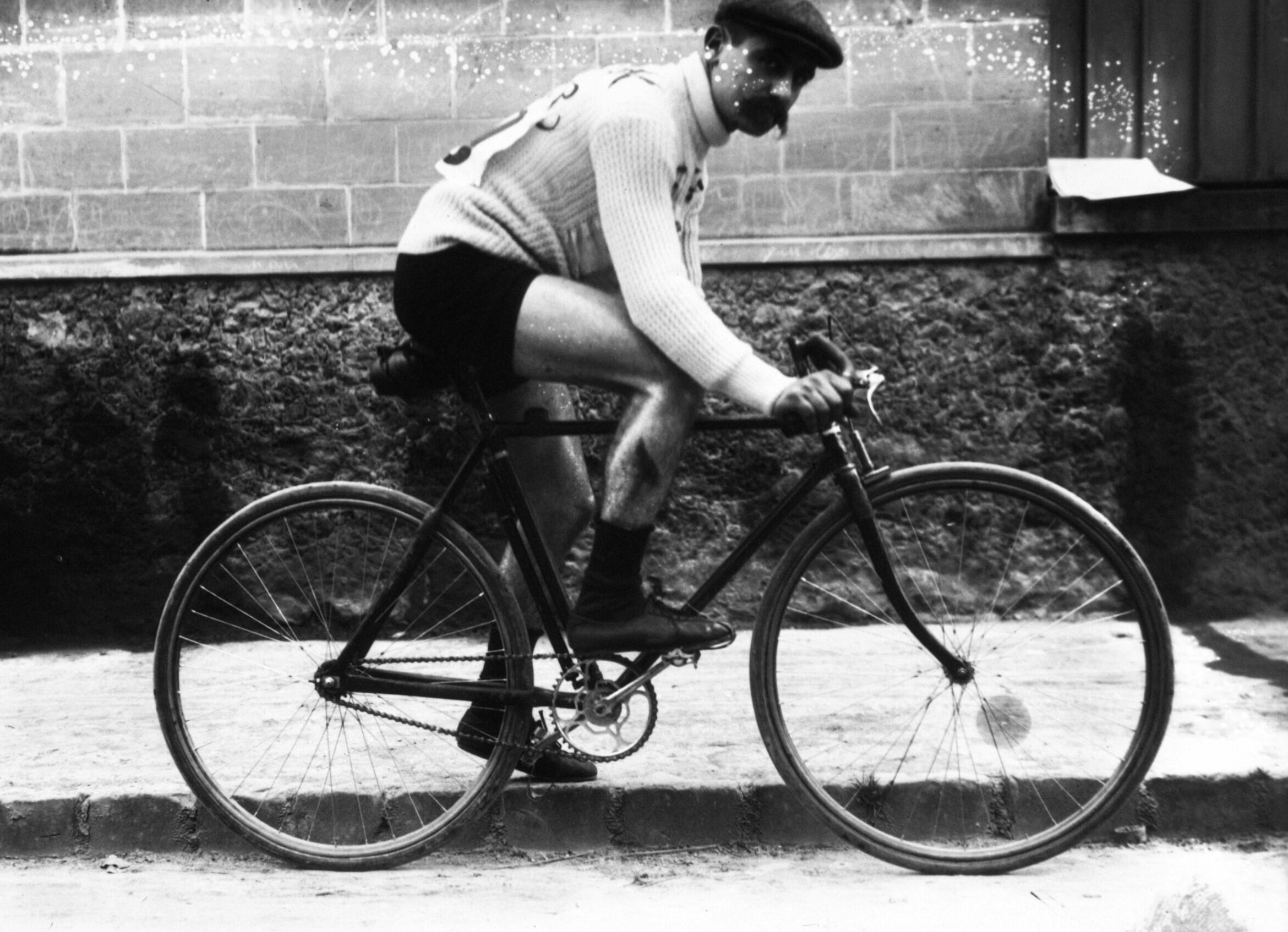
Eugène Christophe sur Paris-Roubaix en 1908.

Eugène Christophe dispute sa première course professionnelle le 5 avril 1903, sur un parcours de 25 kilomètres entre Champigny-sur-Marne et Ozoir-la-Ferrière, qu'il remporte devant Augustin Ringeval. Cette même année, il se classe notamment 2e de Paris-Rouen et 5e de Paris-Laon. Il assiste au départ du premier Tour de France en tant que spectateur. En 1904, il participe à son premier Paris-Roubaix. Distancé après 110 kilomètres à la suite d'une attaque d'Hippolyte Aucouturier, il rattrape quelques coureurs entre Doullens et Arras. Il y reçoit les conseils de Maurice Garin, vainqueur du Tour de France 1903 mais qui ne participe pas à l'épreuve. Celui-ci l'accompagne et le guide pendant quelques kilomètres, tandis qu'Eugène Christophe apprend qu'il est alors 4e de la course. Il conserve son rang jusqu'à 12 km de l'arrivée : victime d'une défaillance, il est dépassé par Léon Georget, Édouard Wattelier et Aloïs Catteau. Finalement septième de la course, à plus de 17 minutes d'Hippolyte Aucouturier, vainqueur, il reçoit une prime de 100 francs et se révèle au grand public. La même année, il participe à la course Bordeaux-Paris, mais seulement en tant qu'entraîneur du coureur italien Rodolfo Muller.
La saison 1905 d'Eugène Christophe est presque vierge de résultat. En dehors des courses, il travaille parfois jusqu'à onze heures par jour sur un chantier. Il est également frappé par plusieurs drames personnels. Marié en 1904, il est aussi père d'un petit garçon prénommé Henri. Ce dernier meurt d'une broncho-pneumonie lors de l'hiver 1905. Quelques mois plus tard, sa femme meurt elle aussi d'une congestion pulmonaire.
En 1906, Eugène Christophe rejoint l'équipe Labor et se classe d'abord 4e de Paris-Tours, avant d'être sélectionné pour son premier Tour de France. Il se classe 24e de la 1re étape entre Paris et Lille, à plus de deux heures du vainqueur, ce qui importe peu puisque le classement est alors établi aux points. Il se révèle dans la 5e étape entre Grenoble et Nice, sur un parcours accidenté : il prend la 3e place de l'étape, dans le même temps que le second, Georges Passerieu. Régulier jusqu'à l'arrivée à Paris, alors que de nombreux coureurs abandonnent, Eugène Christophe se classe finalement 9e de son premier Tour. L'année suivante, il part au service militaire pour deux ans en tant qu'agent de liaison. Lors de ses permissions, il endosse le rôle d'entraîneur pour Louis Trousselier dans Paris-Roubaix et Bordeaux-Paris. Libéré de son service militaire en septembre 1908, il prend la 13e place de Paris-Tours.

#### Premiers succès (1909-1911)
En 1909, Eugène Christophe laisse son métier de serrurier pour devenir coureur professionnel à temps plein, à la suite d'un ultimatum lancé par son patron. Désormais membre de l'équipe Alcyon, il obtient dès le début de saison son premier titre de champion de France de cyclo-cross, puis se classe 3e de Paris-Bruxelles derrière François Faber et Gustave Garrigou. Alors que la formation Alcyon a déjà prévu son équipe de « groupés » pour le Tour de France, en sélectionnant cinq coureurs de renom, François Faber, Cyrille Van Hauwaert, Louis Trousselier, Paul Duboc et Jean Alavoine, Eugène Christophe se contente du statut de coureur « isolé », sous le maillot bleu ciel de sa marque. Lors de la première étape entre Paris et Roubaix, il se classe 5e, dans le même temps que le vainqueur, Cyrille Van Hauwaert. Il fait preuve d'une certaine régularité tout au long de l'épreuve, en se classant 3e de la troisième étape, puis encore 5e lors des dixième et onzième étapes. Il achève ce Tour de France à la 9e place du classement général, comme en 1906, bien que cette performance suscite plus de reconnaissance étant donné le nombre plus important de coureurs à l'arrivée, 55 en 1909 contre seulement 14 en 1906. En fin de saison, il prend part au Tour de Lombardie avec ses coéquipiers d'Alcyon, et se classe 6e.
Il obtient au début de l'année 1910 son deuxième titre consécutif de champion de France de cyclo-cross, puis s'aligne au départ de Paris-Roubaix. Il passe la course dans le groupe de tête en compagnie du futur vainqueur, Octave Lapize, et de coureurs comme Cyrille Van Hauwaert et François Faber. Il se classe finalement 3e, ce qui constitue alors son meilleur résultat dans cette course. Il prend ensuite le départ de Milan-San Remo, dans des conditions glaciales. Pointé à une minute des hommes de tête alors que les coureurs arrivent à Novi Ligure, après 100 kilomètres de course, il reprend peu à peu ses concurrents, dont certains abandonnent, lassés par les conditions météorologiques. Il grimpe le passo del Turchino en tête, sur une route enneigée, et s'arrête quelques minutes dans une auberge pour se ravitailler, ce qui permet à un groupe de coureurs italiens de reprendre l'avantage. Eugène Christophe repart et rejoint rapidement Pierino Albini pour se retrouver seul en tête. Il remporte cette édition de Milan-San Remo en solitaire, alors que seulement quatre coureurs achèvent la course. Ce succès de prestige lui apporte une certaine aisance financière : bien que la prime de victoire ne soit pas très élevée, son équipe Alcyon double son salaire. Eugène Christophe participe à une autre course italienne, le Circuit de Brescia, qui comprend une course par équipe de cinq coureurs ainsi qu'un classement individuel. Il est aligné avec Louis Trousselier, François Faber, Ernest Paul et Gustave Garrigou au sein de l'équipe Alcyon, avec laquelle il remporte le classement par équipes, et se classe 3e en individuel, la victoire revenant à Garrigou. Victime d'un malaise le soir même de la course, puis d'un second lors d'un entraînement en France, il décide pourtant de prendre le départ de Paris-Bruxelles mais abandonne rapidement, pris de vomissements. Convalescent, il est contraint de déclarer forfait pour le Tour de France et met un terme à sa saison. Le 3 décembre 1910, à Vétraz-Monthoux, il épouse sa deuxième femme, Jeanne Huboux, dont il avait fait la connaissance l'année précédente, à son retour du Tour de Lombardie, alors qu'il se reposait dans les environs de Genève dans la famille de sa mère.
Après un nouveau titre de champion de France de cyclo-cross, Eugène Christophe obtient des résultats probants au début de l'année 1911, en se classant 2e du Tour de Belgique puis 6e de Milan-San Remo. Il est alors logiquement sélectionné pour le Tour de France au sein de la formation Alcyon. Hors du coup, il abandonne au lendemain de la onzième étape entre Bayonne et La Rochelle, qu'il a terminée à cinq heures du vainqueur Paul Duboc, souffrant d'un anthrax staphylococcique. Au mois d'août, il devient père d'un petit Albert.

#### Trois victoires d'étapes au Tour de France (1912)

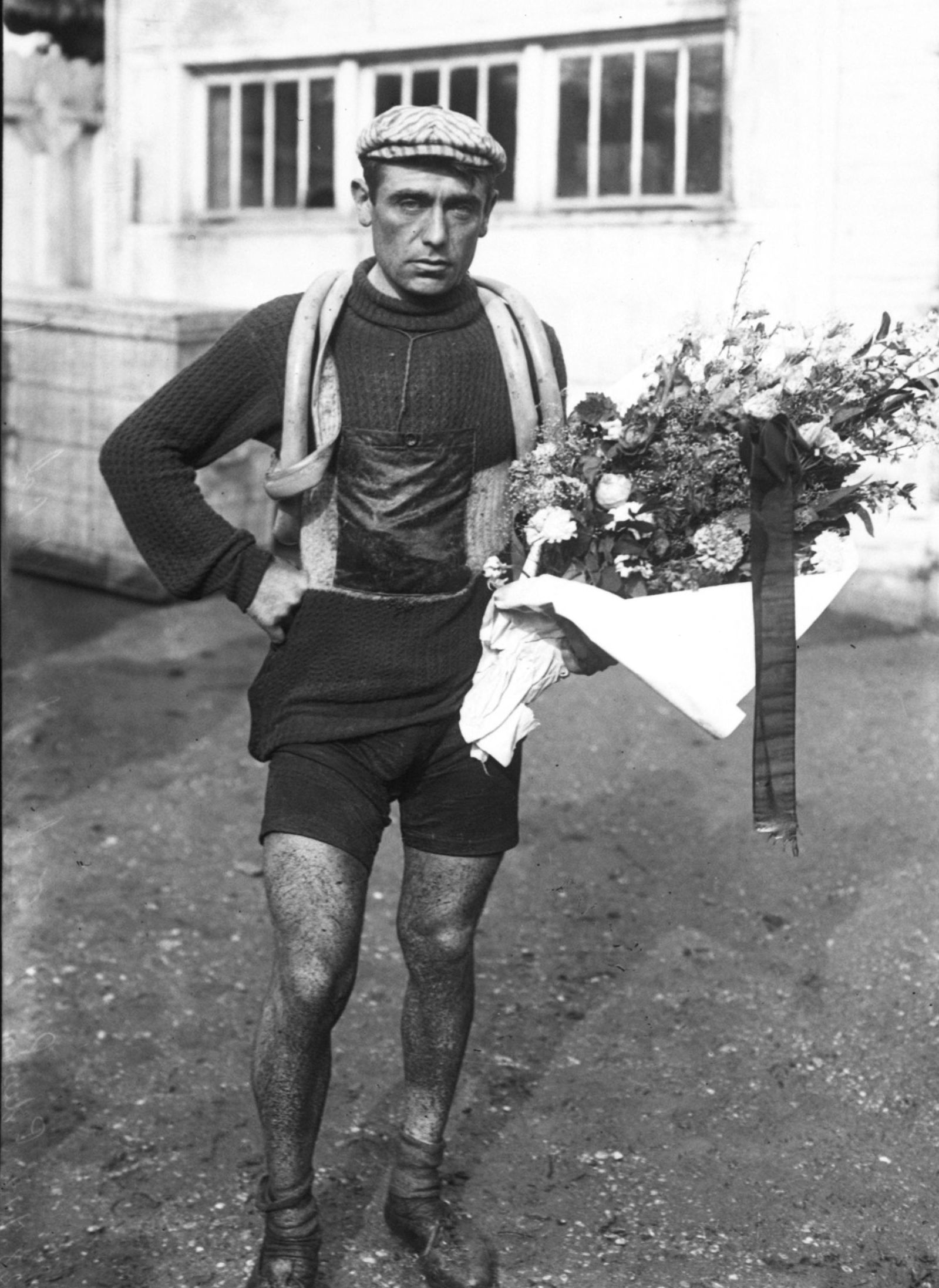
Eugène Christophe se classe 2e du Tour de France 1912

Comme lors des années précédentes, Eugène Christophe commence la saison 1912 en triomphant dans le championnat national de cyclo-cross. Il obtient ensuite des résultats discrets : 12e de Milan-San Remo, 11e de Paris-Menin, 5e de Paris-Bruxelles et 4e du Tour de Belgique. Il participe au Tour de France sous le maillot Armor, une sous-marque d'Alcyon, dirigée par Ludovic Feuillet. Alors que le règlement du Tour stipule que les équipes doivent être limitées à cinq coureurs, Alcyon décide d'écarter Eugène Christophe au profit du belge André Blaise, 8e du Tour de France 1910. Sous la pression de l'Union vélocipédique de France, Alcyon compose un second groupe dans lequel on retrouve Eugène Christophe et d'autres coureurs écartés, comme Jean Alavoine ou Ernest Paul. Victime d'ennuis mécaniques dans la première étape entre Paris et Dunkerque, il ne se classe que 23e, un handicap important dans un classement établi aux points. Il pointe au 3e rang de la seconde étape, à Longwy, puis réalise une véritable performance en remportant trois étapes consécutives, à Belfort, Chamonix puis Grenoble. Entre ces deux dernières étapes, le directeur de l'équipe Alcyon, Alphonse Baugé, lui propose de s'entendre avec les coureurs de sa formation pour ne pas favoriser les équipes concurrentes, ce qu'Eugène Christophe refuse, concédant avoir été froissé dans son amour-propre en étant rétrogradé dans une sous-marque. Ainsi, entre Chamonix et Grenoble, il s'échappe avec son coéquipier Jean Alavoine, reléguant les Alcyon à plusieurs minutes, puis part seul dans le col du Télégraphe. Il franchit le col du Galibier en tête et malgré une chute dans un tunnel avant le village de La Grave, il s'impose à Grenoble avec quatre minutes d'avance sur Octave Lapize. Il finit 4e à Nice, 2e à Luchon puis à Bayonne. Eugène Christophe se classe 2e de ce Tour de France, remporté par le Belge Odile Defraye, en tête depuis la troisième étape et qui bénéficie par ailleurs de l'aide illicites de ses compatriotes, ce qui provoque notamment, l'abandon d'Octave Lapize. Odile Defraye, avec 59 points d'avance sur Eugène Christophe, établit un record depuis l'introduction du classement par points dans le Tour de France en 1905.

#### De la forge de Sainte-Marie-de-Campan aux champs de bataille (1913-1914)

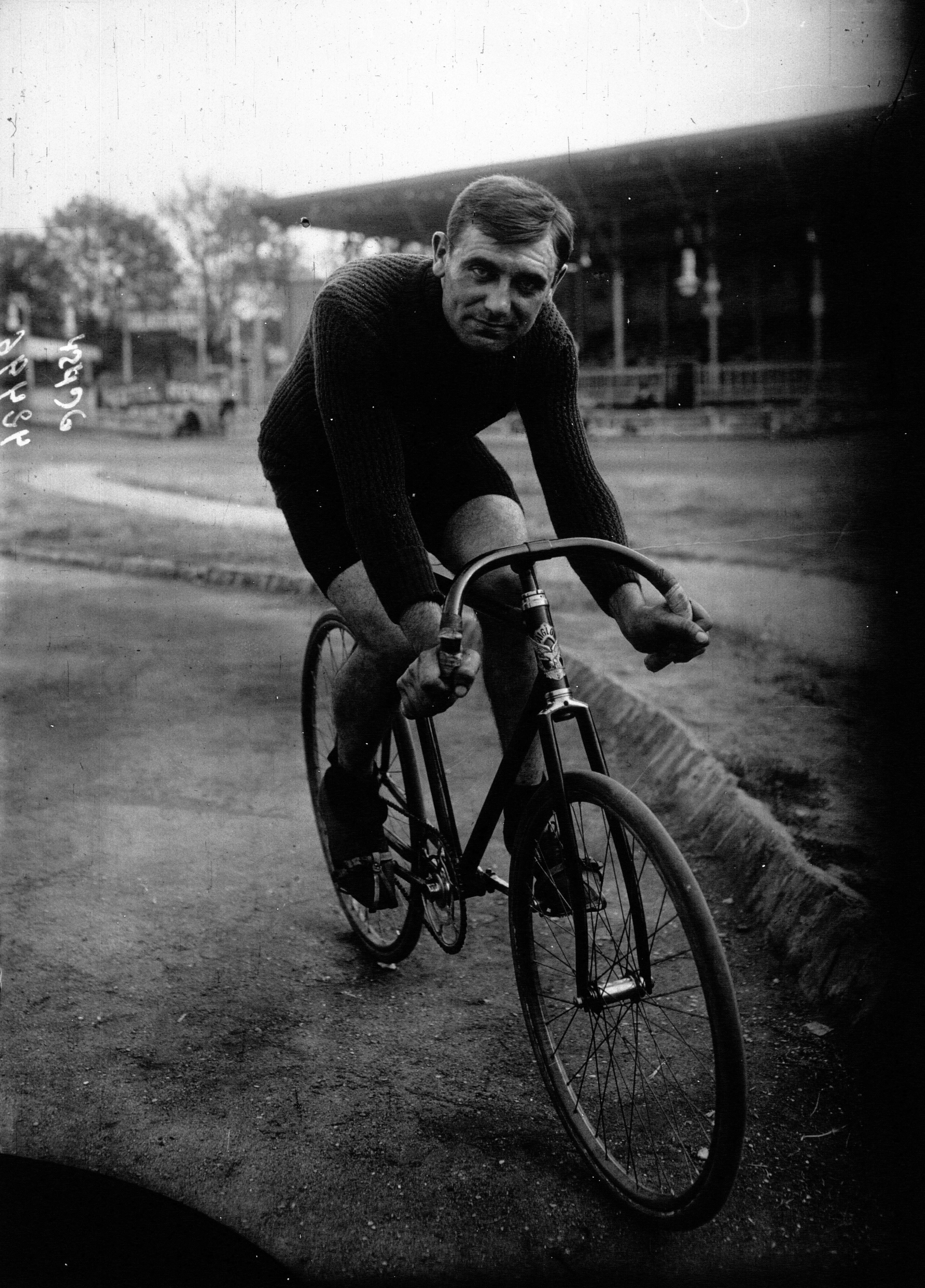
Eugène Christophe en septembre 1913.

En 1913, Eugène Christophe quitte la formation Armor pour rejoindre les rangs de la puissante équipe Peugeot. Ce nouveau contrat, conjugué aux gains liés à sa deuxième place dans le Tour l'année précédente, lui permet de devenir réellement coureur cycliste à plein temps. Durant les neuf premières années de sa carrière, il avait à exercer son métier de serrurier durant les mois d'hiver. Il se présente au départ du Tour de France 1913 comme l'un des principaux favoris de l'épreuve, après sa deuxième place au classement général l'année précédente. Le changement du règlement annoncé par Henri Desgrange, le directeur du Tour, est également favorable à son profil de grimpeur : le classement général n'est plus établi à travers des points attribués selon le classement des coureurs aux étapes mais selon le temps, comme ce fut le cas lors des deux premières éditions de l'épreuve en 1903. Lors de la 1re étape entre Paris et Le Havre, Eugène Christophe se classe 12e et cède cinq minutes au vainqueur italien, Giovanni Micheletto. Dans le groupe de tête à Cherbourg, Brest et La Rochelle, il remonte à la 2e place du classement général, profitant notamment d'une pénalité adressée à Marcel Buysse, à cinq minutes du Belge Odile Defraye.
Dans la 6e étape, entre Bayonne et Luchon, Eugène Christophe se porte en tête dès le col d'Osquich, en compagnie de trois belges, ses coéquipiers Philippe Thys et Marcel Buysse, ainsi que Jean Rossius, membre de l'équipe Alcyon. Ce dernier lâche prise dans le col d'Aubisque, tandis qu'à l'arrière, de nombreux coureurs accusent un lourd retard, parmi lesquels le leader du classement général, Odile Defraye. Alors qu'il franchit le col du Tourmalet dans la roue de Philippe Thys, Eugène Christophe est virtuellement leader du Tour de France.
Dans la descente du col, il heurte une grosse pierre et casse sa fourche. Comme le règlement interdit toute assistance en course, il poursuit la descente à pied jusqu'au village de Sainte-Marie-de-Campan où il trouve une forge, après une marche d'une dizaine de kilomètres. Il répare sa fourche lui-même, dans l'atelier d'un dénommé Joseph Bayle, mais reçoit une pénalité de trois minutes à la suite d'une réclamation du directeur de l'équipe Automoto, au motif qu'Eugène Christophe avait reçu l'aide d'un enfant pour actionner la machine à percer du forgeron et percer les deux trous nécessaires au maintien de la fourche. Après s'être ravitaillé, il remonte sur son vélo pour accomplir les derniers kilomètres de l'étape, via les cols d'Aspin et de Peyresourde. Arrivé à Luchon avec près de quatre heures de retard sur les premiers, il perd ainsi toute chance de remporter le Tour de France. Il recule alors au 7e rang du classement général. Au lendemain de l'étape, la presse est unanime pour saluer le courage d'Eugène Christophe, à l'image de Gonzague Privat dans L'Aéro : « S'il fut malheureux, il fut aussi courageux qu'il est possible de l'être, et l'on doit profondément admirer l'énergie de cet homme qui, du tout premier rang se trouve brusquement, par un incident indépendant de sa volonté, relégué presque aux dernières places et qui, sans une minute de défaillance morale, se dépêche de réparer, continue, termine l'étape ». Eugène Christophe refuse toutefois d'abandonner, mais il perd à nouveau du temps lors des deux étapes suivantes et se met au service de ses coéquipiers. Entre Aix-en-Provence et Nice, lors de la 9e étape, il vient en aide à Marcel Buysse, alors leader du classement général et qui casse sa fourche dans une descente au milieu du massif de l'Esterel. Il l'aide à réparer sa machine, puis reste avec lui jusqu'à l'arrivée de l'étape, où les deux coureurs finissent parmi les derniers. Eugène Christophe compte alors huit heures de retard sur le nouveau leader du Tour de France, Philippe Thys,. Hors du coup lors de la traversée des Alpes, il se classe ensuite 6e de l'étape arrivant à Longwy. Il prend finalement la 7e place du classement général de ce Tour de France, à plus de quatorze heures de Philippe Thys, vainqueur final.
À nouveau champion de France de cyclo-cross au début de l'année 1914, pour la sixième fois consécutive, il remporte la Polymultipliée, une course de 100 km créée l'année précédente à Chanteloup-les-Vignes. Convoqué pour une période militaire de vingt-trois jours, il ne peut se préparer comme il l'entend pour le Tour de France. Il en prend néanmoins le départ au sein de l'équipe Peugeot, qui apparaît comme la plus forte avec ses douze coureurs dont le tenant du titre, Philippe Thys. Concédant 6 minutes sur ce dernier lors de la 1re étape, Eugène Christophe ne semble pas en mesure de jouer les premiers rôles lors des étapes suivantes. Il termine notamment à plus de deux heures du Belge Firmin Lambot à Luchon, à la 34e place de l'étape, et souffre à nouveau dans les Alpes. Il boucle ce Tour de France à la 11e place du classement général, à plus de 8 h 30 min de Philippe Thys, vainqueur pour la deuxième année consécutive.
Alors que débute la Première Guerre mondiale, Eugène Christophe est intégré au 1er groupe de chasseurs cyclistes du Fort de Noisy en tant que caporal-mécanicien. Sa mission consiste alors à suivre les groupes de soldats mobiles à vélo pour effectuer les éventuelles réparations nécessaires. Le 1er décembre 1915, il rejoint le service « Aviation » de Peugeot pour s'occuper de l'entretien des moteurs d'avion comme ajusteur et soudeur. Il conserve ce poste jusqu'au 1er juin 1917, date à laquelle il rejoint le 1er groupe d'aviation de Dijon. Malgré les combats, certaines courses sont organisées, auxquelles les cyclistes prennent part lors de leurs permissions. Il se classe ainsi 3e de Paris-Tours et de Mont-Saint-Michel-Paris en 1917.

#### Premier maillot jaune du Tour (1919)

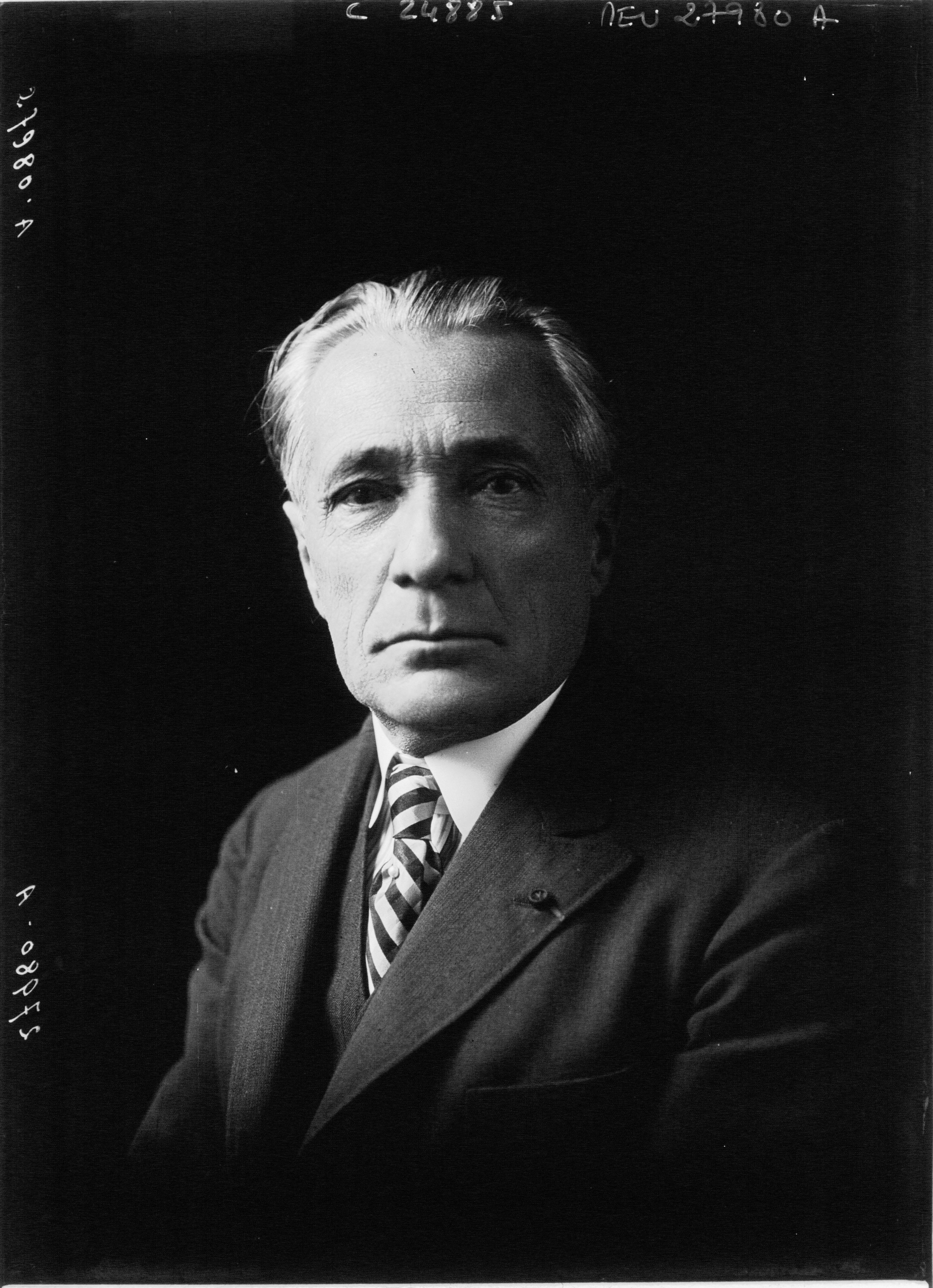
Henri Desgrange, directeur du Tour de France, salue le courage d'Eugène Christophe lors de l'édition 1919.

La saison 1919 marque le renouveau du cyclisme après la fin de la Première Guerre mondiale. Le 20 avril, Eugène Christophe participe à Paris-Roubaix, remporté par Henri Pélissier et dont il se classe 9e. Quelques semaines plus tôt, il avait été choisi par Henri Desgrange pour accompagner un journaliste de L'Auto afin de reconnaître le parcours, et plus particulièrement le secteur entre Saint-Pol-sur-Ternoise et Roubaix, ce qui permet à l'organisateur d'affiner le tracé de l'épreuve au regard des dommages causés aux routes. Il prend ensuite la 6e place de Bordeaux-Paris et la 8e de Paris-Tours. Le Tour de France 1919 s'élance le 29 juin dans des conditions particulières : les routes sont endommagées ou manquent d'entretien après quatre années de guerre et le matériel manque et reste rationné. Les industries du cycle, reconverties en industries de guerre pour la fabrication d'armes, ne sont pas encore retournées à leurs productions d'origine. Sous l'impulsion d'Alphonse Baugé naît un consortium qui regroupe les principales marques de cycle sous le nom de « La Sportive ».
Eugène Christophe fait partie des 67 coureurs au départ de Paris. Il n'est alors pas considéré comme l'un des favoris par Henri Desgrange qui considère son âge comme un handicap et lui préfère notamment les coureurs belges Hector Tiberghien et Émile Masson. Régulier lors des trois premières étapes, il pointe alors au deuxième rang du classement général, à 23 minutes de Henri Pélissier. Il bénéficie d'une coalition lors de la quatrième étape entre Brest et Les Sables-d'Olonne pour s'emparer de la première place du classement : alors que les coureurs quittent Quimperlé, Henri Pélissier s'arrête pour retirer son imperméable et resserrer sa direction. Le groupe de tête, dans lequel figurent Eugène Christophe, Jean Alavoine, Firmin Lambot et Émile Masson, accélère l'allure, empêchant Pélissier de rentrer dans le peloton. Intéressé par la réussite de l'échappée, Eugène Christophe fournit d'importants efforts, et montre un « visage de guerrier couvert de boue ». Seul dans sa poursuite, ce dernier cède alors sa place de leader du Tour à Eugène Christophe, finalement 3e de l'étape. Vexé, Henri Pélissier décide d'abandonner au lendemain de l'étape, alors qu'il ne figure pourtant qu'à une dizaine de minutes de Christophe au classement général. Cinquième de l'étape entre Bayonne et Luchon, Eugène Christophe accroît pourtant son avance sur son poursuivant, Émile Masson, mais voit un autre Belge, Firmin Lambot, revenir à près de trente minutes. Ce dernier devient même le seul rival d'Eugène Christophe dans le Tour après l'abandon de Masson entre Perpignan et Marseille. Il reprend 4 minutes au leader du Tour, victime d'une crevaison, lors de l'étape arrivant à Nice, tandis qu'Eugène Christophe chute et se blesse à un genou et à une hanche en percutant un gendarme après la ligne d'arrivée. Malgré ses blessures, il limite l'écart avec Lambot, qui ne lui reprend que 3 minutes dans l'étape alpestre qui mène le peloton à Grenoble.
C'est dans cette ville, lors de la journée de repos, qu'Eugène Christophe reçoit le premier maillot jaune officiel de l'histoire du Tour,. Ce maillot naît de la volonté d'Henri Desgrange, le patron du Tour, de distinguer plus facilement et d'honorer le leader du classement général. Le choix de la couleur jaune présente un double avantage, car c'est à la fois la couleur des pages du journal L'Auto, organisateur du Tour, et c'est également une couleur qui est absente des maillots portés par les coureurs du Tour. Eugène Christophe porte ainsi ce maillot pour la première fois en course lors de l'étape entre Grenoble et Genève, la onzième de ce Tour de France. Eugène Christophe reste dans la roue de Firmin Lambot sur cette étape, et lui reprend même près de 5 minutes lors de la suivante. Avec une avance de 28 minutes sur son poursuivant à deux étapes de l'arrivée, Eugène Christophe semble en bonne position pour remporter son premier Tour de France,. Mais lors de l'étape entre Metz et Dunkerque, Firmin Lambot attaque et Eugène Christophe se lance à sa poursuite. À Raismes, alors qu'il limite l'écart avec Lambot, il se rend compte que sa roue avant flotte et ne peut que constater qu'une nouvelle fois, sa fourche est cassée, comme ce fut le cas six années plus tôt dans la descente du col du Tourmalet. Conformément au règlement, il répare lui-même son matériel et perd 1 h 10 min à effectuer cette opération. En atteignant Dunkerque, il recule alors au 3e rang du classement général, derrière Firmin Lambot et Jean Alavoine. Le classement reste inchangé à l'issue de la dernière étape qui conduit les coureurs jusqu'au Parc des Princes. Une nouvelle fois, Eugène Christophe perd le Tour de France sur des ennuis mécaniques. Il constate toutefois que sa popularité en est renforcée : « Une ovation monstre m'attendait au Parc des Princes. Je ne l'oublierai jamais. Ce m'était un rude réconfort de constater que, si j'avais perdu la première place du Tour de France et le gain qu'elle m'eût procuré, je gardais l'estime et la sympathie de tous les sportsmen français ». Le lendemain de l'arrivée, dans L'Auto, Henri Desgrange lance une souscription au nom d'Eugène Christophe dans le but de compenser la perte d'argent résultant de son accident. Eugène Christophe reçoit ainsi 13 500 francs, une somme relativement importante comparée aux 6 775 francs reçus par le vainqueur Firmin Lambot.

#### Victoires de prestige (1920-1921)

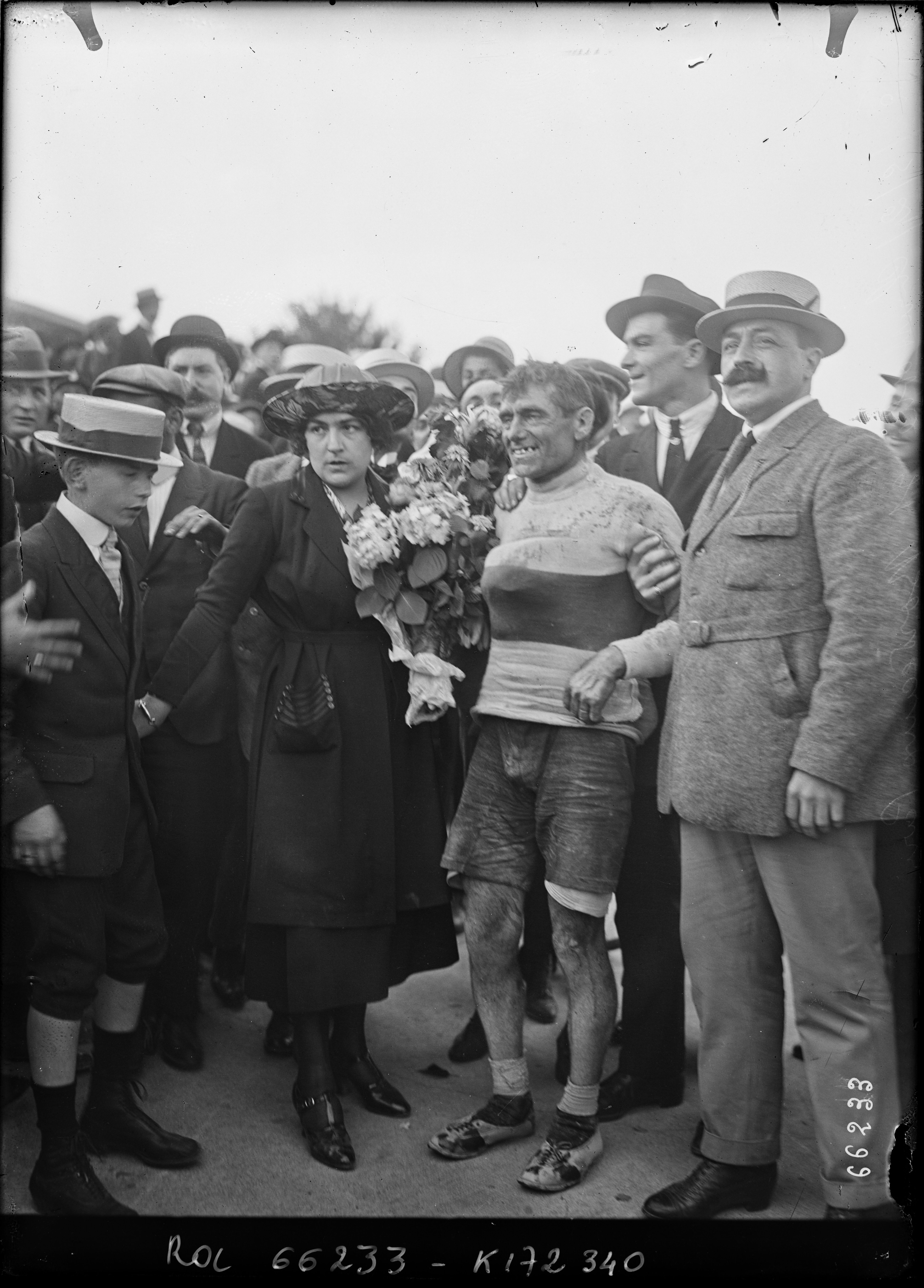
Eugène Christophe après sa victoire dans Bordeaux-Paris en 1921.

Eugène Christophe affiche une forme étincelante au début de la saison 1920. Il se classe tout d'abord 2e de Paris-Roubaix derrière le Belge Paul Deman, puis 3e du GP de la Loire, devancé par les frères Henri et Francis Pélissier, et s'impose en solitaire sur Paris-Tours, en décrochant un à un tous ses adversaires. Deux semaines après ce succès, il prend le départ de Bordeaux-Paris. Malgré une chute causée par un chien qui traversait la route à Chevanceaux, après 100 km de course, Eugène Christophe revient rapidement sur le peloton. Après Châtellerault, il se retrouve en tête en compagnie de Henri Pélissier et Philippe Thys alors que la pluie s'abat sur les coureurs, puis lâche ses compagnons d'échappée après Amboise. Thys et Pélissier abandonnent tour à tour, laissant la deuxième place de la course à Louis Mottiat. Eugène Christophe franchit la ligne d'arrivée au Vél' d'Hiv' sous les acclamations de la foule et remporte sa deuxième victoire de prestige en deux semaines.
Il s'élance dans le Tour de France avec le dossard no 1. Malgré une perte de 17 minutes dès la première étape en direction du Havre, il pointe au troisième rang du classement général à l'issue de la quatrième étape. Il s'effondre pourtant dans la première étape pyrénéenne entre Bayonne et Luchon en concédant 2 h, sur le vainqueur du jour, Firmin Lambot. Il explique cette contre-performance par des douleurs de reins récurrentes. Il prend néanmoins le départ de l'étape suivante, mais décide d'abandonner dans le col de Portet-d'Aspet.
En 1921, il obtient un nouveau titre de champion de France de cyclo-cross. Pourtant devancé par Henri Pélissier, il est déclaré vainqueur car ce dernier est déclassé pour sprint irrégulier. Henri Pélissier prend sa revanche dans un Paris-Tours disputé sous la neige, tandis qu'Eugène Christophe finit au 3e rang. Il prend le départ de Bordeaux-Paris avec une condition physique moins bonne que l'année précédente. Il se retrouve d'ailleurs distancé à la sortie de Blois par un trio composé de Philippe Thys, Louis Mottiat et Henri Pélissier. Sans se désunir, il rejoint le groupe de tête à Beaugency. Alors que la chaleur nuit à la progression des coureurs, Henri Pélissier abandonne, Louis Mottiat est victime d'une crevaison et Philippe Thys, qui touche la roue d'un de ses entraîneurs, chute dans une descente. Eugène Christophe s'impose en solitaire au Parc des Princes et remporte ainsi l'épreuve pour la deuxième année consécutive.
Comme l'année précédente, il s'élance dans le Tour de France avec le dossard no 1, mais accuse déjà un retard de 20 minutes dès la première étape. Avant les Pyrénées, son retard se porte à plus d'une heure du Belge Léon Scieur, leader de la course. À Perpignan, Eugène Christophe décide de ne pas repartir et connaît ainsi son deuxième abandon consécutif dans le Tour. Pour terminer sa saison, il s'engage sur la redoutable épreuve Paris-Brest-Paris, organisée tous les dix ans, et dont il est l'un des principaux favoris. À Brest, il figure dans le groupe de tête, entouré des Belges Louis Mottiat, Émile Masson, Louis Heusghem et Félix Sellier, tandis que les coureurs français, Jean Alavoine et Honoré Barthélémy, ne sont pas à la hauteur et abandonnent dès les premiers kilomètres du retour vers Paris. Les cinq hommes de tête restent ensemble jusqu'au contrôle de Mortagne-au-Perche, à 150 km de l'arrivée, où les premières attaques ont lieu. Parti dans la côte de Tillières-sur-Avre en compagnie de Félix Sellier, Louis Mottiat se retrouve seul en tête après la crevaison de ce dernier. Eugène Christophe ne se montre pas en mesure de revenir sur l'homme de tête et se contente de la 2e place, en devançant au sprint Émile Masson.

#### Nouveaux déboires sur le Tour et première retraite sportive (1922-1924)
À l'aube de la saison 1922, le consortium de marques La Sportive disparaît en raison de l'amélioration des conditions économiques. Les équipes d'avant-guerre renaissent une à une et Eugène Christophe rejoint la formation Automoto, qui accueille également un autre coureur de renom, le Belge Paul Deman. Âgé de 37 ans, Eugène Christophe démontre qu'il possède encore les qualités nécessaires pour briller dans les plus grandes courses, bien qu'il considère que cette saison sera sa dernière chez les professionnels. Il se classe 12e de Paris-Roubaix puis 4e de Paris-Tours, dans le même temps que le vainqueur alors qu'il a subi six crevaisons. À nouveau victime de crevaisons sur la première partie du parcours de Bordeaux-Paris, il s'épuise à rejoindre à chaque fois le groupe de tête. Alors que le rythme s'accélère à l'approche de l'arrivée, il lâche prise pour finir à la 4e place, à 18 minutes de Francis Pélissier. Déçu par ce résultat, il s'aligne une nouvelle fois au départ du Tour de France avec l'ambition de bien y figurer.

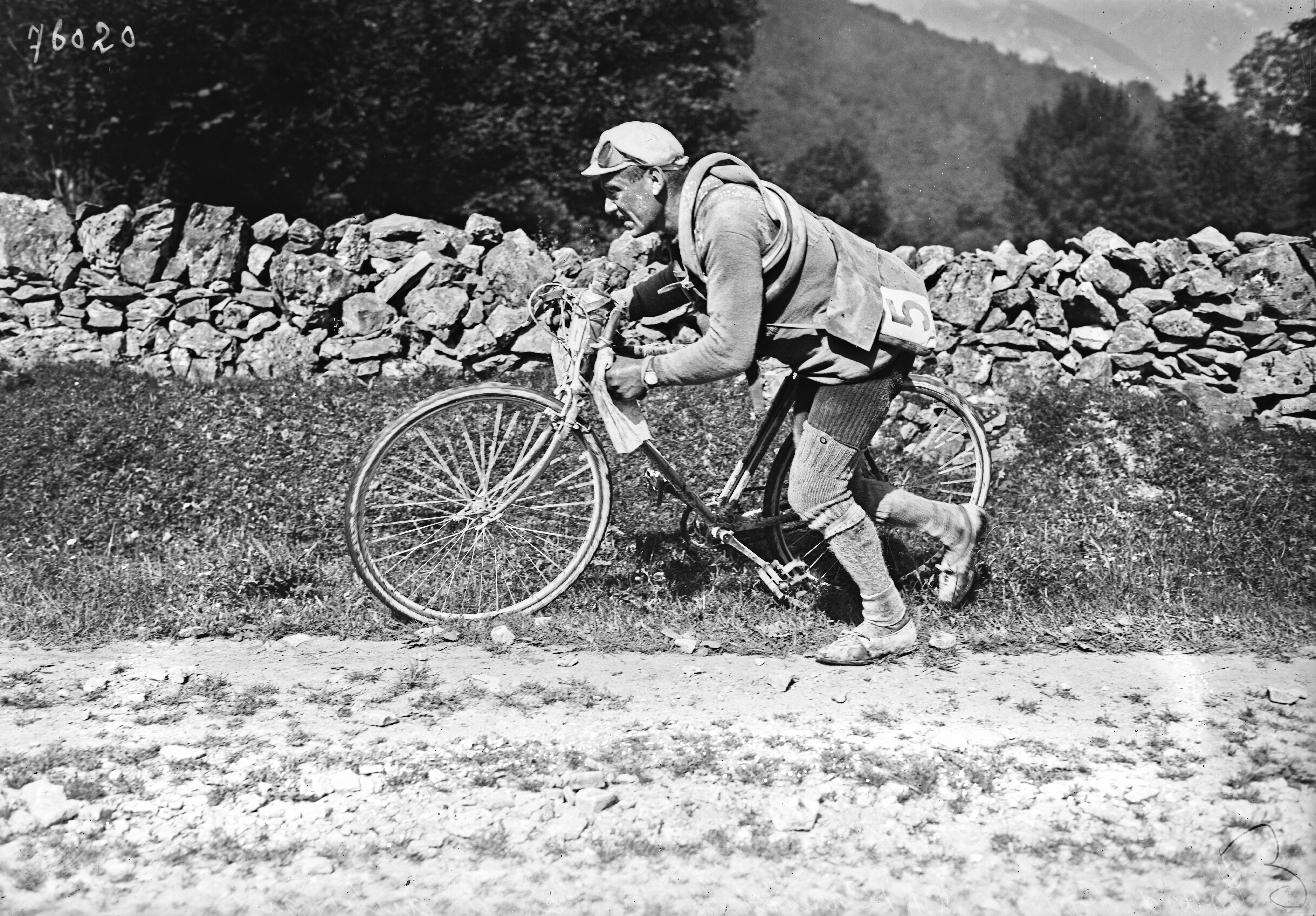
Christophe en bas du col d'Aubisque lors de la sixième étape du Tour de France 1922.

Dès la première étape, il devance de nombreux favoris en se classant 2e au Havre, à neuf minutes du vainqueur, Robert Jacquinot. Il demeure second au classement général jusqu'aux Sables-d'Olonne, lors de la quatrième étape, où il profite de sa 4e place dans l'étape pour s'emparer du maillot jaune. Il conserve sa place de leader jusqu'à Bayonne, à la veille de la première étape pyrénéenne. Contrairement aux années précédentes où il avait souffert lors de cette même étape, il se classe cette fois 4e à Luchon. Vainqueur du jour, Jean Alavoine s'impose à nouveau dans l'étape suivante qui arrive à Perpignan, et prend le maillot jaune à Eugène Christophe, qui conserve toutefois une place sur le podium, derrière le Belge Firmin Lambot, qui remonte au deuxième rang du classement général. Dans la 9e étape entre Toulon et Nice, le Belge Philippe Thys s'impose devant Jean Alavoine, tandis qu'Eugène Christophe perd plus de vingt minutes et une place au classement général. Il fait ensuite bonne figure entre Nice et Briançon, ne concédant que cinq minutes à Philippe Thys, de nouveau vainqueur. L'étape qui relie Briançon à Genève débute sous la pluie, ce qui rend la chaussée dangereuse pour l'ensemble des coureurs.

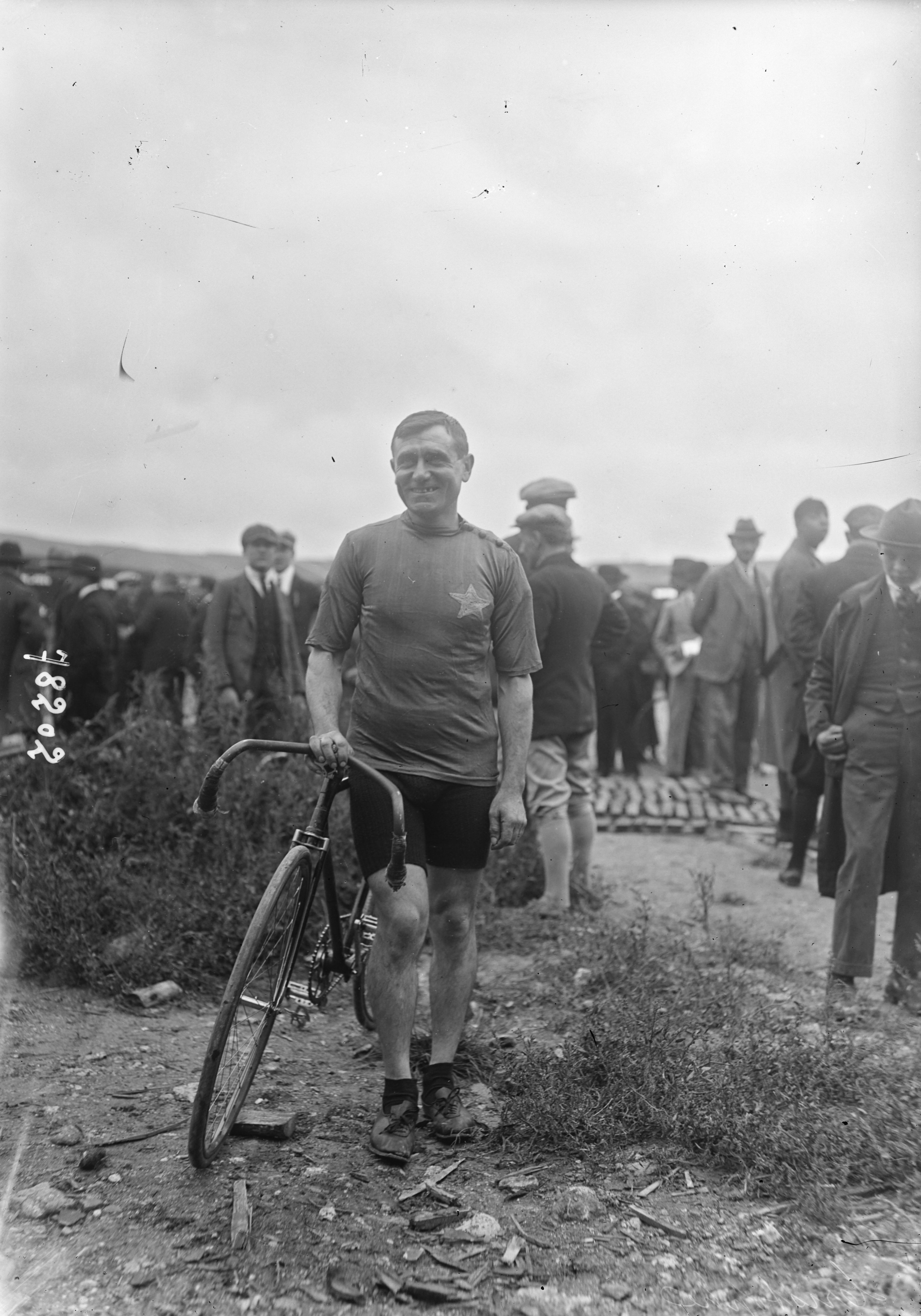
Eugène Christophe lors des championnats du monde de cyclisme sur piste au Parc des Princes en septembre 1922.

Dans ces conditions, Eugène Christophe prouve sa résistance et franchit le col du Galibier en tête. Voulant éviter une pierre sur la chaussée, il percute un rocher, à environ six kilomètres de Valloire. Pour la troisième fois sur le Tour de France, il casse sa fourche. Il redescend ainsi à pied jusqu'au village, dans lequel un prêtre lui prête son vélo. Il gravit le col du Télégraphe sur cette machine puis en change à nouveau à Saint-Jean-de-Maurienne. Cet incident mécanique lui vaut de reculer au 10e rang du classement général. Les quatre dernières étapes de ce Tour de France lui permettent de remonter au classement pour achever l'épreuve à la 8e place, à près de 3 h 30 min de Firmin Lambot, vainqueur de son deuxième Tour. À l'issue de la saison, l'hebdomadaire le Miroir des Sports lui propose de rédiger ses mémoires, dont la publication dans le journal s'étalera sur six mois.
En 1923, Eugène Christophe se retire des pelotons professionnels. Il continue néanmoins de pratiquer le cyclo-cross de manière active et se classe encore 2e du championnat national. Il annonce ensuite la création de sa propre marque de cycles, simplement dénommée « Christophe », filiale de la firme Automoto pour laquelle il courait jusqu'alors. Il installe son siège sur l'avenue de Malakoff, dans le 16e arrondissement de Paris, une coïncidence pour lui qui vit depuis de nombreuses années dans la commune de Malakoff. Afin de faire de la publicité à son entreprise naissante, il s'inscrit à la fin du mois d'avril à la Polymultipliée, sur le circuit de Chanteloup-les-Vignes, dont il se classe 4e. En 1924, le coureur belge Émile Hardy est le premier à porter le maillot de l'équipe Christophe sur le Tour de France, une épreuve qu'il achève au 21e rang. De son côté, Eugène Christophe pense toujours à la compétition. Il s'entraîne durant tout l'été pour participer à la fin du mois de septembre au GP Wolber, une course disputée autour de Paris et qui est alors considérée comme un championnat du monde non officiel. Il termine à la 25e place, loin du vainqueur italien Costante Girardengo, mais cette performance modeste le convainc toutefois de faire son retour dans le peloton professionnel pour la saison 1925.

#### Retour à la compétition et retrait définitif (1925-1926)

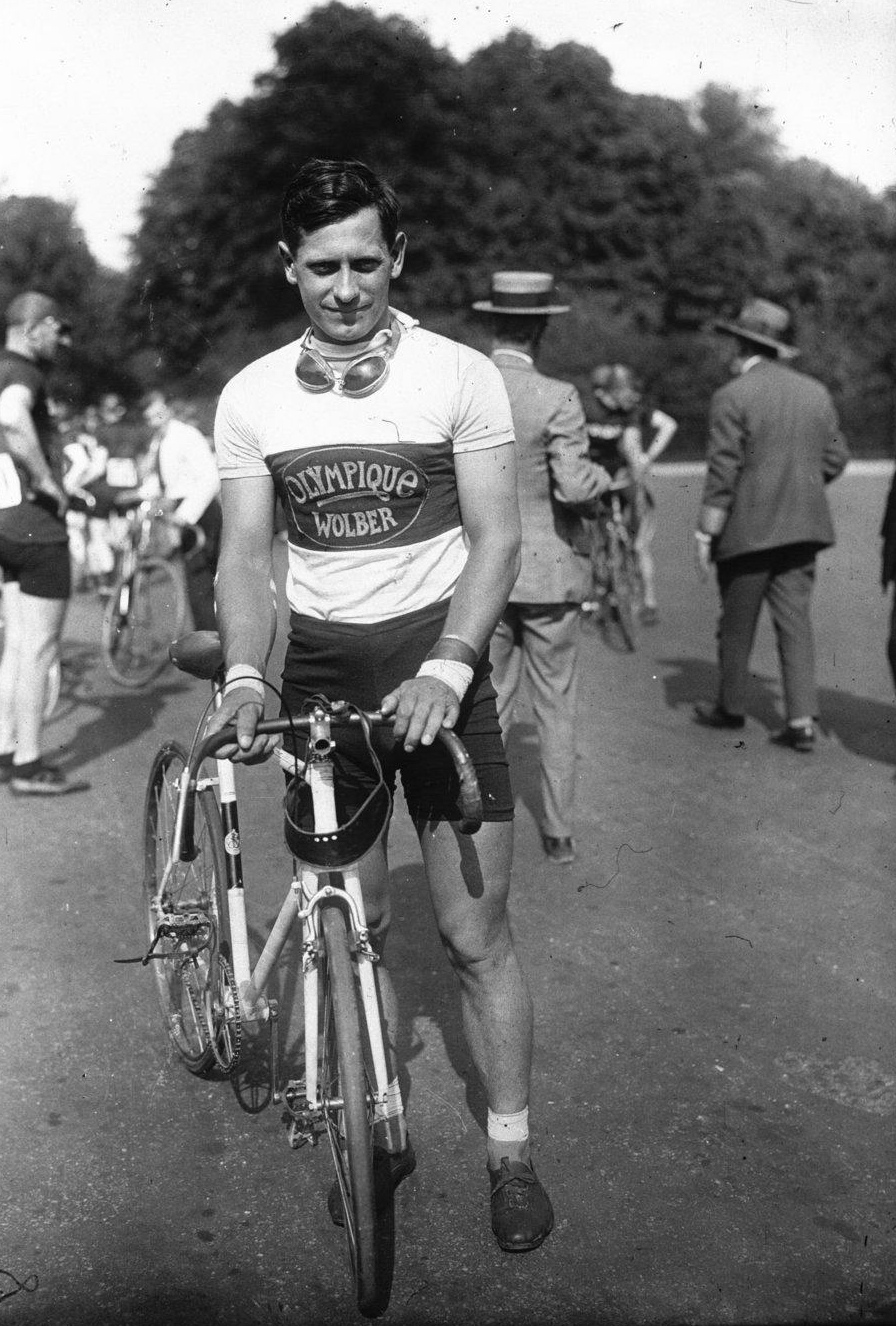
Henri Suter devance Eugène Christophe dans Bordeaux-Paris en 1925.

Eugène Christophe participe au cours de l'hiver à plusieurs épreuves de cyclo-cross et se classe 5e du championnat national, démontrant une nouvelle fois sa régularité dans cette épreuve. Il confirme son retour à la compétition mais choisit de ne pas courir pour sa propre marque. Il rejoint ainsi l'équipe JB Louvet, ce qui fait naître un paradoxe : Eugène Christophe s'oppose alors aux coureurs montant des cycles Christophe. C'est le cas sur Paris-Roubaix, où il retrouve Émile Hardy. Ce dernier, un temps échappé, est d'ailleurs repris par un peloton emmené par Eugène Christophe en personne. À l'arrivée, le coureur belge Félix Sellier l'emporte, Eugène Christophe se classant 7e.
Ce retour dans le peloton professionnel s'explique non seulement par un intérêt sportif, mais également par un intérêt financier. Un conflit avec sa femme, dont il est séparé mais non encore divorcé, laquelle a déjà opéré en novembre 1923 une saisie-arrêt sur le compte bancaire qu'Eugène Christophe possède au Crédit foncier, le place dans une situation précaire sur le plan financier. Il cède alors toute propriété de la marque Christophe à la firme Automoto. Privé de rétribution et de pourcentage par vélo vendu, il se décide ainsi à courir la saison complète.
Au départ de Bordeaux-Paris, de nombreux coureurs sont forfaits, à l'image de Francis Pélissier et des coureurs de l'équipe Automoto, ces derniers reprochant à Henri Desgrange, l'organisateur de la course, des décisions qu'ils jugent défavorables aux équipes et à l'entraide des coureurs. Avec un plateau peu relevé, la victoire revient au Suisse Henri Suter, Eugène Christophe se classant 6e. Trois ans après sa dernière participation dans l'épreuve, Eugène Christophe prend le départ du Tour de France. Sa popularité est intacte mais son âge ne lui permet plus de rivaliser avec les coureurs de la génération montante, Ottavio Bottecchia, tenant du titre, Nicolas Frantz, Lucien Buysse ou Bartolomeo Aimo. Au soir de la troisième étape, il accuse déjà une heure de retard sur le maillot jaune. Bien que classé 14e entre Bayonne et Luchon, il concède encore une heure lors de cette étape sur le vainqueur belge Adelin Benoît. Il achève son dernier Tour de France à la 18e place du classement général. Eugène Christophe obtient néanmoins quelques résultats notables au cours de la saison, dont une 8e place sur Paris-Caen et une 9e place sur le GP Wolber, mais surtout une victoire dans le Circuit du Bourbonnais.
Alors que son contrat avec JB Louvet n'est pas renouvelé, il revient en 1926 sous le maillot de sa propre équipe, Christophe. Il remporte pour la seconde fois le Circuit du Bourbonnais au mois d'avril, en vue de se préparer pour Bordeaux-Paris, une course qu'il affectionne. Entretemps, son mariage avec Jeanne est dissous. Ne disposant ni de la quantité, ni de la qualité des entraîneurs des principaux favoris, Eugène Christophe se contente de la 7e place, à 19 minutes d'Adelin Benoît, le coureur belge qui remporte son premier Bordeaux-Paris. Le journaliste René Bierre, du Miroir des Sports, souligne qu'Eugène Christophe « n'avait, pour courir, que son courage et deux ou trois dévouements ». Il achève sa carrière professionnelle avec un dernier succès sur un critérium disputé à Annemasse.

### Après-carrière
Alors que son divorce devient officiel le 17 octobre, il épouse sa troisième femme, Marguerite Legrand, une professeur de musique, à la mairie de Malakoff le 20 novembre 1926. Il devient employé municipal de la commune en tant que coursier à vélo et continue cependant la pratique du cyclotourisme. En 1928, il reçoit le 10 000e brevet cycliste Audax, qui consiste alors à parcourir 200 kilomètres entre le lever et le coucher du soleil, ce qu'Eugène Christophe effectue en tandem avec son ami René Chesal. Il y resta longtemps attaché, participant à la fête du « trentenaire des Audax » en 1934, puis à la célébration du « quarantenaire » en 1944, alors que Paris est encore occupé par les Allemands. En 1958, à l'occasion de décerner le 20 000e brevet, Eugène Christophe participe à l'évènement en effectuant les 200 kilomètres du parcours à 73 ans.
En 1946, il devient administrateur de la société Zéfal, spécialisée dans la fabrication d'accessoires de cycles à laquelle il cède l'usage de son nom. Il avait déjà travaillé, à partir de 1923, comme responsable de la mise au point et de la surveillance de la fabrication des articles Christophe, développés par cette même société, qui portait alors le nom de son créateur, Poutrait.

### Mort
Eugène Christophe meurt le 1er février 1970 à l'hôpital Broussais de Paris dans lequel il est hospitalisé depuis le début du mois de janvier. Il est enterré au cimetière de Malakoff.

## Distinctions
- Chevalier de la Légion d'honneur (1963)

## Style et caractéristiques
« Faites comme Christophe devant les obstacles de la vie : veuillez en triompher. »

— Henri Desgrange, L'Auto du 29 juin 1913
Eugène Christophe est reconnu pour ses qualités exceptionnelles d'endurance, à l'image de sa victoire dans Milan-San Remo en 1910, une course disputée dans le froid et dans la neige que seuls quatre coureurs parviennent à terminer. Il apprécie particulièrement les conditions climatiques difficiles, comme l'attestent ses six titres de champion de France de cyclo-cross. Henri Desgrange, créateur du Tour de France, dit de lui : « Il faut bien dire que Christophe est d'une apparence plaisante. On dirait que la fatigue de la route n'a pas de prise sur lui car il n'éprouve jamais le besoin de changer de position ». Le journaliste Charles Ravault le décrit comme un champion « de la race des vaillants qu'on ne peut s'empêcher d'admirer et d'estimer ».
Eugène Christophe présente un physique relativement modeste : lors des opérations de poinçonnage des vélos au siège de L'Auto peu avant le départ du Tour de France 1913, son poids est de 64 kg pour 1,62 mètre. Il possède des qualités de grimpeur au début de sa carrière, comme le montrent ses trois victoires d'étapes sur le Tour de France 1912 et notamment son passage en tête des cols du Galibier et du Télégraphe, ainsi que sa chevauchée dans l'étape Bayonne-Luchon du Tour 1913 avant son bris de fourche. Eugène Christophe semble moins à l'aise en montagne après-guerre, accusant un certain retard sur des spécialistes comme Firmin Lambot et Honoré Barthélémy. Ses victoires sur Bordeaux-Paris et Paris-Tours le classent ainsi parmi les rouleurs-routiers.
Les longues moustaches qu'Eugène Christophe porte au début de sa carrière et jusqu'en 1912 lui valent le surnom de « Vieux Gaulois ». Il est aussi surnommé le « Serrurier de Malakoff », en référence à son premier métier, ou plus affectueusement « Cri-Cri ». Selon Jacques Augendre, « il doit sa popularité à son incroyable malchance ».

## Hommages
« Dans un coin perdu des Pyrénées, ayant descendu à pied sa machine sur le dos les 14 kilomètres de pente, depuis le haut du Tourmalet, un homme arrive, le masque tragique. Cet homme sait qu'il devait gagner le Tour, que la partie est perdue pour lui. C'est Christophe ! Le voici dans cette forge de Sainte-Marie-de-Campan. Sa fourche est brisée. »

— Robert Desmarets, L'Auto du 11 juillet 1913
Le 3 juin 1951, lors d'une journée commémorative, une plaque est apposée sur la forge de Sainte-Marie-de-Campan où Eugène Christophe avait réparé sa fourche sur le Tour de France 1913. En présence d'Achille Joinard, président de la Fédération française de cyclisme et de l'Union cycliste internationale, Eugène Christophe, en tenue de cycliste, se prête à une reconstitution de la scène entrée dans la légende du Tour. En 1953, il est à nouveau à l'honneur à l'occasion du Cinquantenaire du Tour de France. En sa qualité de premier maillot jaune de l'histoire du Tour, il inaugure une plaque commémorative sur un mur de l'auberge Le Réveil-Matin, lieu du premier départ du Tour en 1903, en compagnie de Maurice Garin et Lucien Pothier, respectivement vainqueur et second de ce premier Tour.
En 1963, il reçoit la Légion d'honneur. René Chesal lui rend alors hommage dans La France cycliste : « Voilà donc une croix bien gagnée dont le ruban ira au revers de votre veston, mais mieux encore, à votre blouson ou à votre maillot. Car vous êtes de ceux, hélas de plus en plus rares, qui ayant pédalé avec gloire, continuent pour l'exemple et leur satisfaction ». La même année, à l'occasion du cinquantième Tour de France, les organisateurs convient les anciens vainqueurs du Tour de France encore en vie, et décident d'y associer Eugène Christophe, premier maillot jaune, qui est d'ailleurs le seul à le porter au cours de cette cérémonie. Lors de l'arrivée du Tour de France 1965 au Parc des Princes, il reçoit la Médaille du Tour de France des mains de Jacques Anquetil. En 2002, Eugène Christophe fait partie des coureurs retenus dans le Hall of Fame de l'Union cycliste internationale. Depuis 2013, dans le col du Tourmalet, un panneau commémoratif a été installé à l'endroit précis où la fourche du vélo d'Eugène Christophe se brisa.
Toujours en 1963, François Gaillardet et Louis Boutier fondent, avec son accord, le Christophe Velo Club à Montfavet dans le Vaucluse. En sa mémoire, le jaune, pour son maillot de 1919, et le rouge, pour sa légion d'honneur, sont choisies comme couleurs représentatives. Ce club lui dédie également le Prix Eugène Christophe. Une autre course cyclosportive, organisée de 1996 à 2005 à Campan, porte le nom d'Eugène Christophe. Organisée par l'Union Cycliste de Campan Vallée, elle consiste en deux parcours de difficultés différentes, dont un parcours de haute montagne empruntant les routes des cols du Tourmalet et d'Aspin.
Plusieurs lieux portent son nom, c'est notamment le cas d'une place à Sainte-Marie-de-Campan, sur laquelle une statue en bronze d'Yves Lacoste est inaugurée en juillet 2014. À Malakoff, sa ville de résidence, un square lui est dédié, de même qu'une composition en fer évoquant sa silhouette sur un vélo, œuvre de Bernard Collin installée à proximité d'une piste cyclable. Le village de Vétraz-Monthoux, en Haute-Savoie, dont était originaire sa seconde femme, lui rend également hommage avec une sculpture semi-figurative en pierre blanche d'un artiste local, Roger Dunoyer, ainsi qu'une place portant son nom.
En 2014, un docu-fiction intitulé Le Vieux Gaulois et sa petite reine est réalisé par Gérard Holtz en partenariat avec le conseil général des Hautes-Pyrénées. Tourné principalement dans les environs de Campan, il retrace la journée du 9 juillet 1913 lors de laquelle Eugène Christophe casse sa fourche dans la descente du Tourmalet avant de la réparer.
En 2019, une plaque commémorative est installée devant la maison d'Eugène Christophe à Malakoff.

## Palmarès

### Palmarès par années
| - 1901 - Paris-Montereau - 1903 - 2e de Paris-Rouen - 3e de Paris-Joigny - 1904 - 7e de Paris-Roubaix - 1905 - 2e du championnat de France de cyclo-cross - 1906 - 4e de Paris-Tours - 9e du Tour de France - 1909 - Champion de France de cyclo-cross - Paris-Calais - 3e de Paris-Bruxelles - 6e du Tour de Lombardie - 9e du Tour de France - 1910 - Champion de France de cyclo-cross - Milan-San Remo - 3e en Paris-Roubaix - 3e du Circuit de Brescia - 1911 - Champion de France de cyclo-cross - 2e du Tour de Belgique - 6e de Milan-San Remo - 1912 - Champion de France de cyclo-cross - 3e, 4e et 5e étapes du Tour de France - 2e du Tour de France - 5e de Paris-Bruxelles - 1913 - Champion de France de cyclo-cross - 7e du Tour de France - 8e de Bordeaux-Paris - 1914 - Champion de France de cyclo-cross - Polymultipliée - 1917 - 3e de Paris-Tours - 3e de Mont-Saint-Michel-Paris - 4e de Tours-Paris | - 1919 - 3e du Tour de France - 6e de Bordeaux-Paris - 8e de Paris-Tours - 9e de Paris-Roubaix - 1920 - Bordeaux-Paris - Paris-Tours - 2e de Paris-Roubaix - 2e du championnat de France de cyclo-cross - 3e du Grand Prix de la Loire - 3e du Grand Prix de la Marne - 9e de Paris-Bruxelles - 1921 - Champion de France de cyclo-cross - Bordeaux-Paris - 2e de Paris-Brest-Paris - 3e de Paris-Tours - 1922 - 3e du championnat de France de cyclo-cross - 4e de Bordeaux-Paris - 4e de Paris-Tours - 8e du Tour de France - 1923 - 2e du championnat de France de cyclo-cross - 1925 - Circuit du Bourbonnais - 2e du championnat de France de cyclo-cross - 5e du critérium international de cyclo-cross - 6e de Bordeaux-Paris - 7e de Paris-Roubaix - 9e du GP Wolber - 1926 - Circuit du Bourbonnais - 3e du critérium international de cyclo-cross - 7e de Bordeaux-Paris |  |

### Résultats sur le Tour de France
11 participations :
- 1906 : 9e du classement général
- 1909 : 9e du classement général
- 1911 : abandon (11e étape)
- 1912 : 2e du classement général, vainqueur des 3e, 4e et 5e étapes
- 1913 : 7e du classement général
- 1914 : 11e du classement général
- 1919 : 3e du classement général,  maillot jaune pendant 3 jours
- 1920 : abandon (7e étape)
- 1921 : non-partant (8e étape)
- 1922 : 8e du classement général,  maillot jaune pendant 3 jours
- 1925 : 18e du classement général